# Leiospora eriocalyx
Leiospora eriocalyx là một loài thực vật có hoa trong họ Cải. Loài này được (Regel & Schmalh.) Dvořák mô tả khoa học đầu tiên năm 1968.